# Sri-lankische Badmintonmeisterschaft 1999
Die Sri-lankische Badmintonmeisterschaft 1999 war die 47. Austragung der nationalen Titelkämpfe im Badminton in Sri Lanka.

## Sieger und Finalisten
| Disziplin    | Gold                                    | Silber                                  |
| ------------ | --------------------------------------- | --------------------------------------- |
| Herreneinzel | Thushara Edirisinghe                    | Duminda Jayakody                        |
| Dameneinzel  | Chandrika de Silva                      | Dilhani de Silva                        |
| Herrendoppel | Duminda Jayakody Thushara Edirisinghe   | U. D. R. P. Kumara Manjula Fernando     |
| Damendoppel  | Pameesha Dishanthi Dilhani de Silva     | Sriyani Deepika Kanchana Geegamage      |
| Mixed        | Thushara Edirisinghe Chandrika de Silva | Chameera Kumarapperuma Dilhani de Silva |